# Carmenta Farra
Carmenta Farra zijn een groep van vulkanen op Venus. De Carmenta Farra werden in 1994 genoemd naar Carmenta, een van de Camenae uit de Romeinse mythologie.
De vulkaangroep met verschillende pancake domes, heeft een diameter van 180 kilometer en bevindt zich in het quadrangle Sappho Patera (V-20) ten westen van inslagkrater Margarita en ten noordoosten van Changko Corona.